# 아카마 신궁

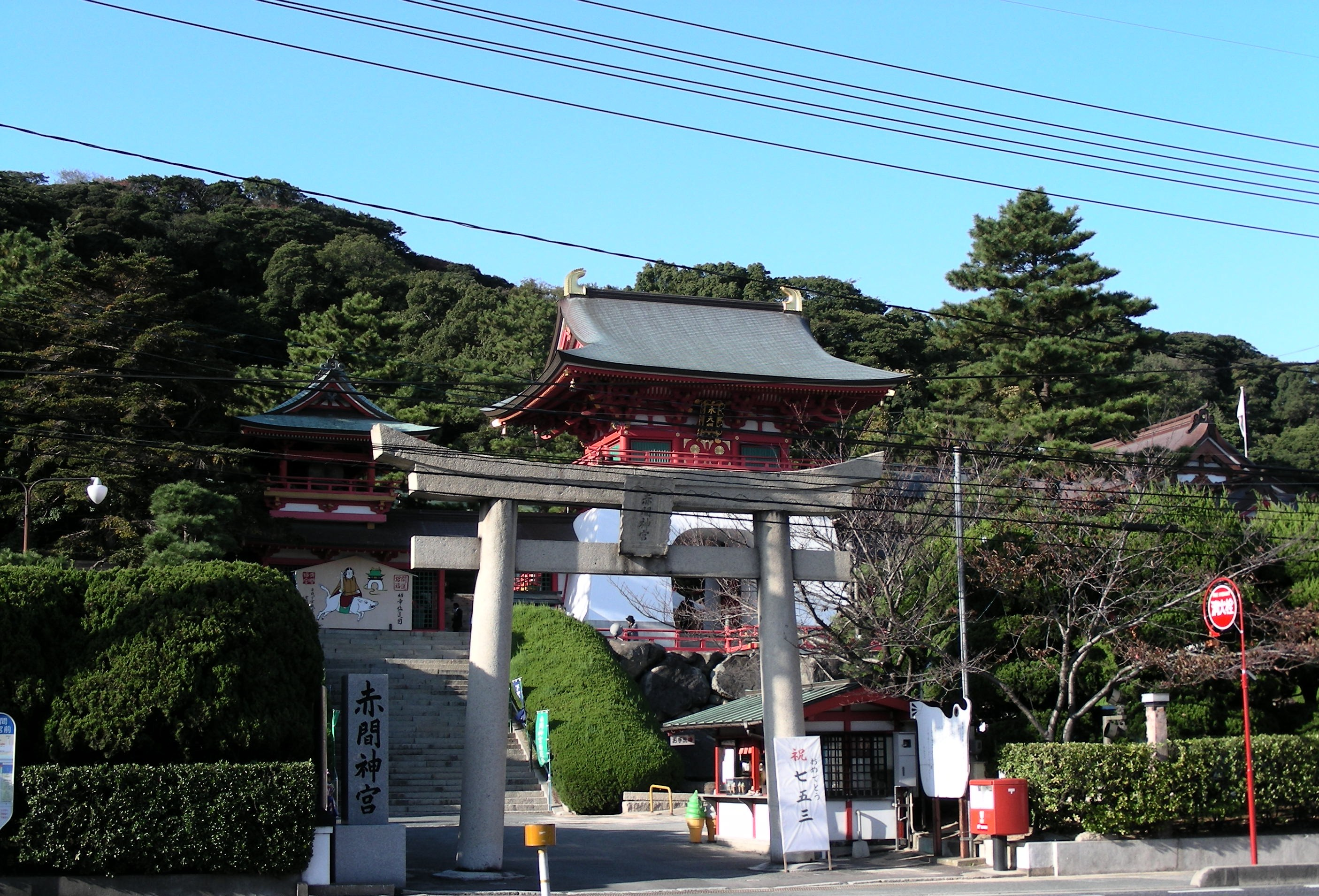
아카마 신궁과 도리이

아카마 신궁(일본어: 赤間神宮 아카마진구[*])은 야마구치현 시모노세키시에 위치한 신사로, 일본의 안토쿠 천황을 모시는 신사이다. 에도 시대까지는 안토쿠 천황 어영당(일본어: 安徳天皇御影堂)이라는 별칭을 가졌던 사찰인 아미타사(일본어: 阿彌陀寺)였으나 일본제국시기 폐불훼석의 일환으로 인해 신궁으로 개조된다.

## 역사
겐페이 전쟁의 단노우라 해전에서 다이라 가문과 함께 있던 어린 안토쿠 천황, 그의 어머니 도쿠시와 외할머니인 니이노아마(일본어: 二位尼-다이라 기요모리의 아내)가 있었는데, 다이라 가문의 패색이 짙어지자 니이노아마는 보검을 허리에 차고 삼종신기와 안토쿠 천황을 품에 안고 뛰어내릴 각오를 하며 외손자 안토쿠 천황을 껴앉았다. 그 때 안토쿠 천황에게 용궁으로 간다 얘기하고 함께 뛰어내렸다는 이야기가 전해져 내려왔다. 이 이야기를 바탕으로 안토쿠 천황을 기리는 신사로 아카마 신궁이 건설되었다고 한다. 이 이후로 아카마 신궁은 조선통신사의 혼슈지역 첫 방문지이자 숙박지이기도 하였다. 그러나 당시에는 사찰이었고, 메이지 유신시기에 신사로 개조된다.
제2차 세계대전으로 인해 경내 전각들이 전소되었으며, 1965년에 재건된다.

## 특징
아카마 신궁은 다른 신궁과 다르게 유난히 붉은 색 안료를 많이 사용했는데 이는 류구의 양식이다. 이는 용궁의 일본식 발음이며, 일본 신화 속에 등장하는 해신의 궁전이다. 이는 안토쿠 천황이 죽어서 용궁으로 간다는 전설을 반영한 것이다.
현재 신궁 안에는 안토쿠 천황의 능인 아미다지능(일본어: 阿彌陀寺陵)이 존재한다.

## 전설
아카마 신궁은 단노우라 해전이 일어난 단노우라 근처에 위치해있는데, 단노우라 해전에서 죽은 다이라 가문 사무라이들의 영혼이 게 딱지로 들어가 헤이지 게가 만들어졌다는 전설이 있다.

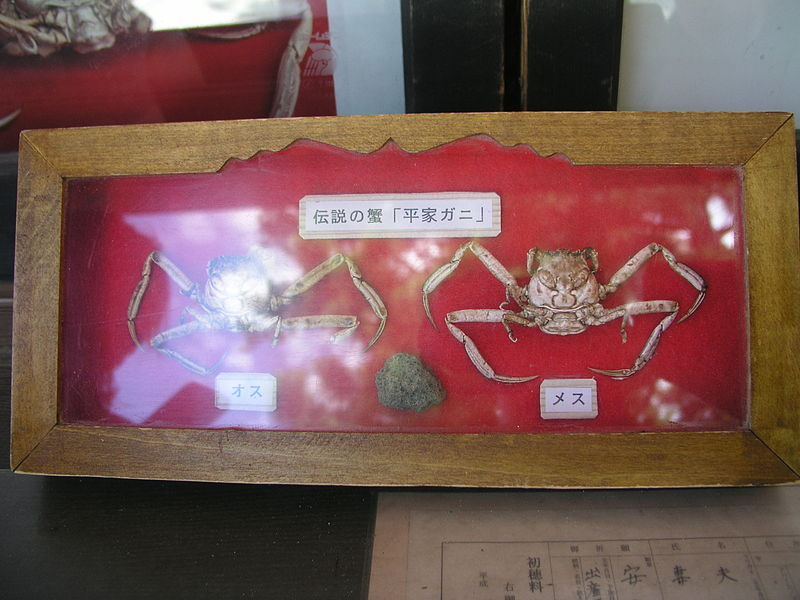
헤이지 게. 사람 얼굴 모양의 게 껍질이 특징이다.

## 건축물
- 신전(일본어: 神殿) - 아카마 신궁의 본전이다.
- 대안전(일본어: 大安殿) - 아카마 신궁의 배전이다.
- 축사전(일본어: 祝詞殿)
- 용궁전(일본어: 龍宮殿)
- 수천각(일본어: 水天閣)
- 보물전(일본어: 宝物殿) - 아카마 신궁의 보물전으로, 100엔의 입장료를 징수한다.
- 방일당(일본어: 芳一堂)
- 사무소(일본어: 事務所)
- 아미다지능(일본어: 阿彌陀寺陵) - 안토쿠 천황의 능이다.
- 칠성총(일본어: 七盛塚) - 헤이케의 공동묘지이다.

## 섭사
- 세이몬친주 하치만궁(일본어: 西門鎮守八幡宮)
- 다이렌 신사(일본어: 大連神社)
- 베니시이나리 신사(일본어: 紅石稲荷神社)

## 갤러리

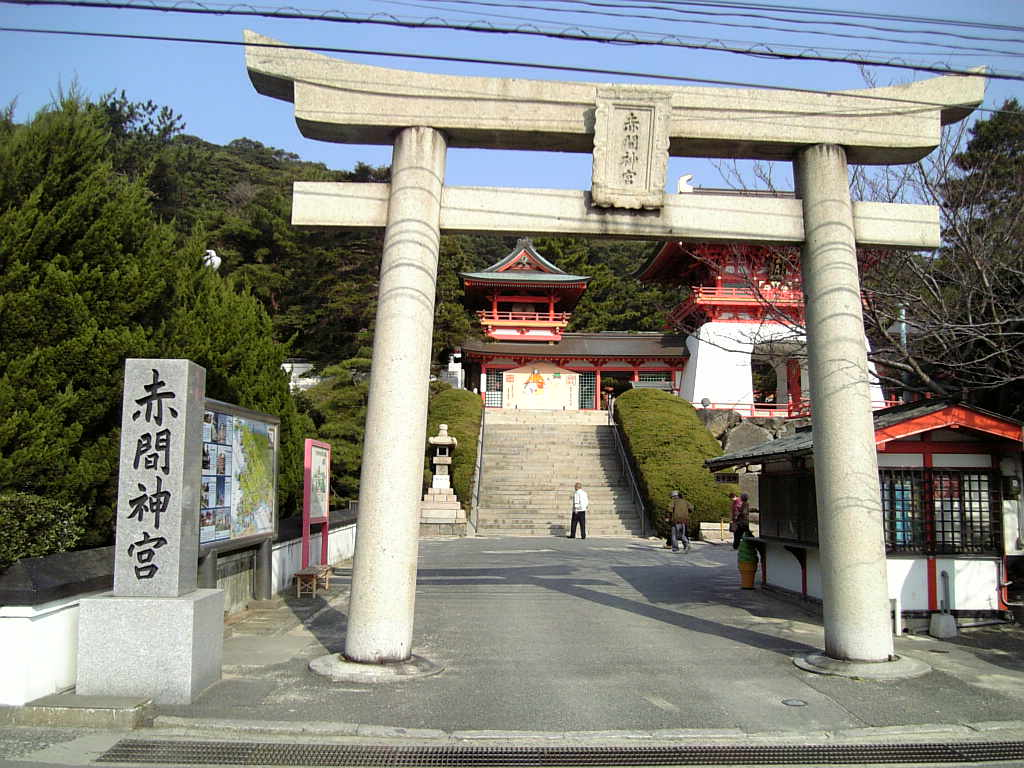
아카마 신궁 도리이
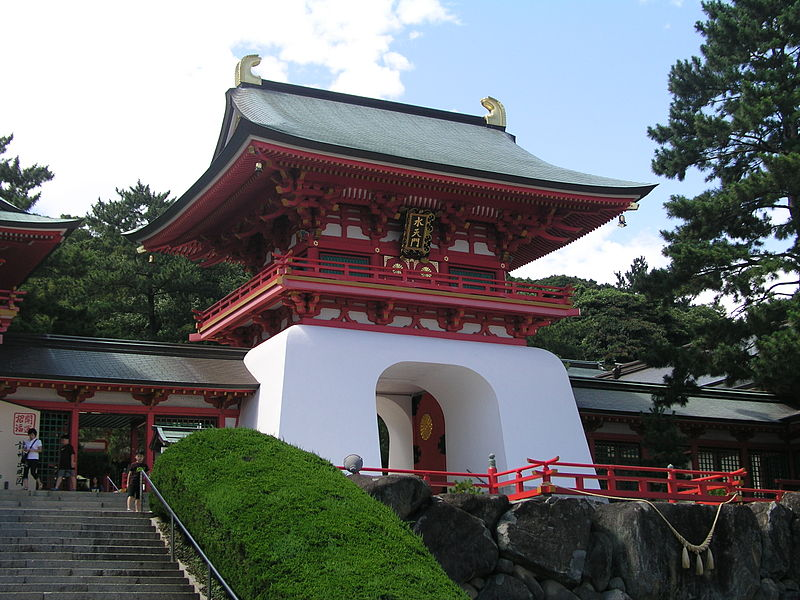
수천문
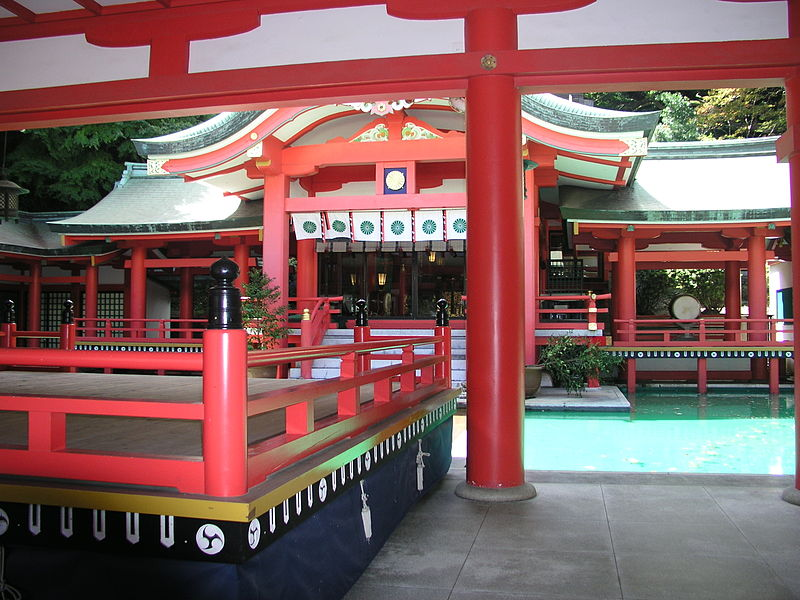
축사전
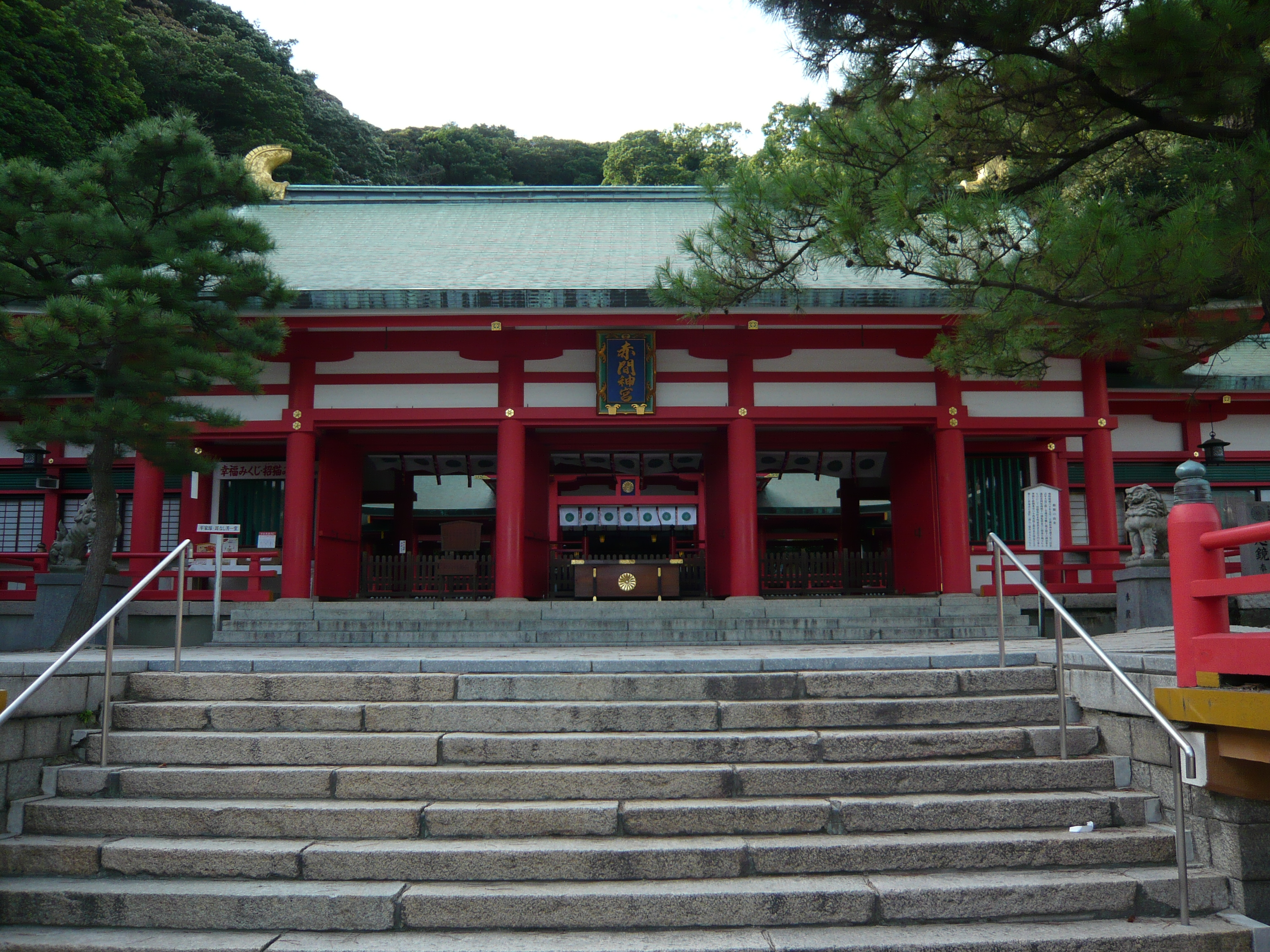
대안전
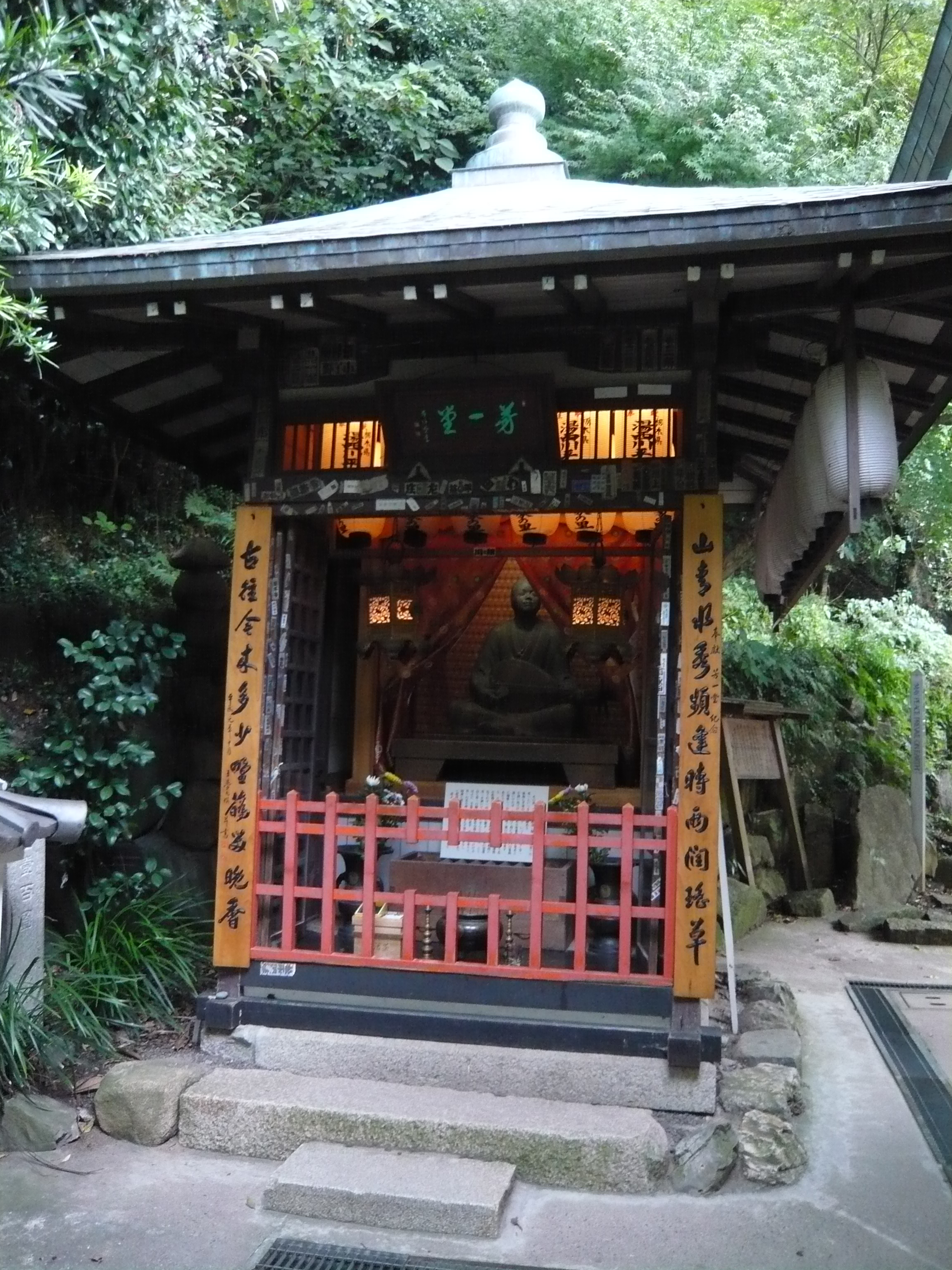
방일당
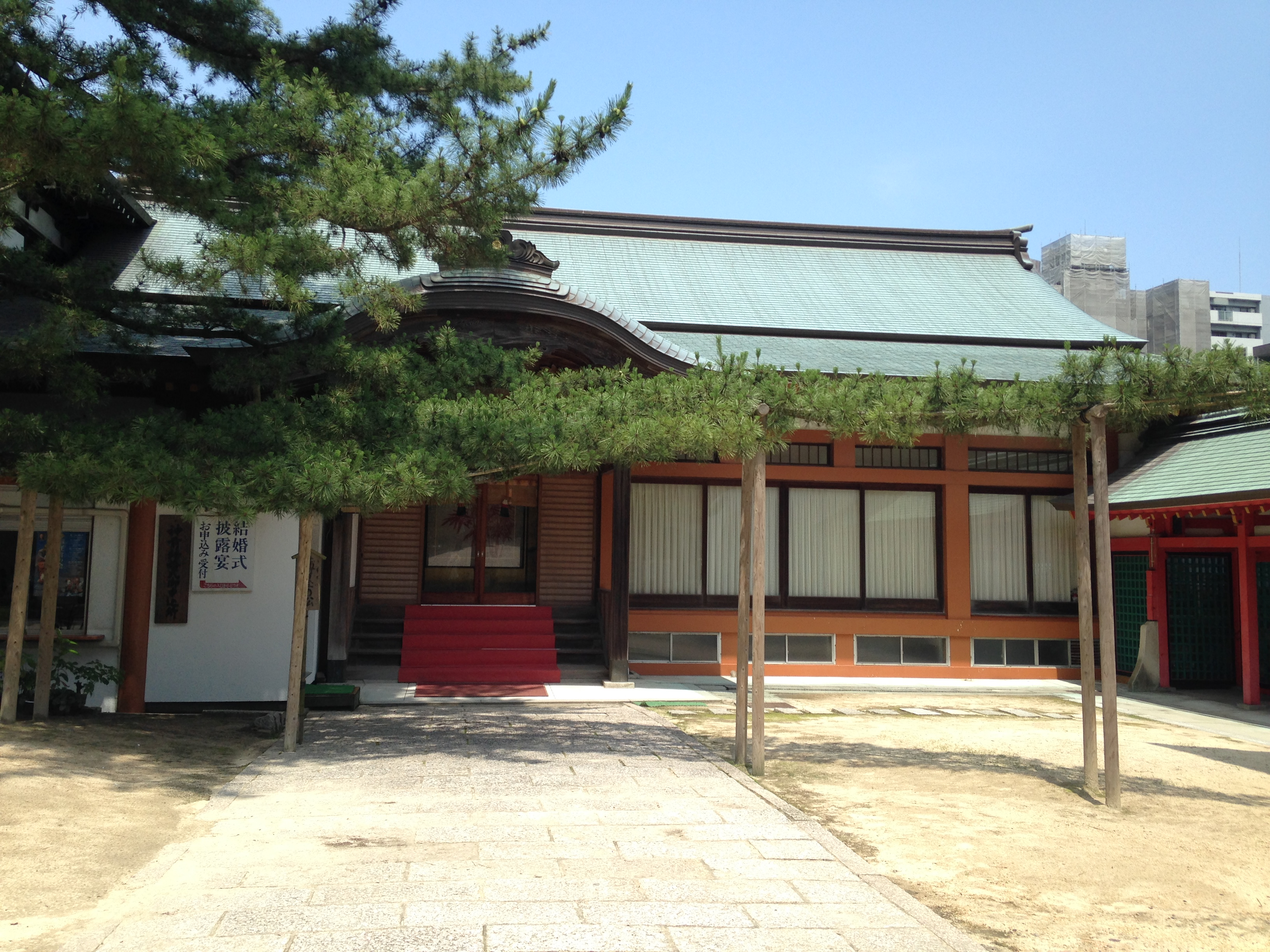
아카마 신궁 사무소
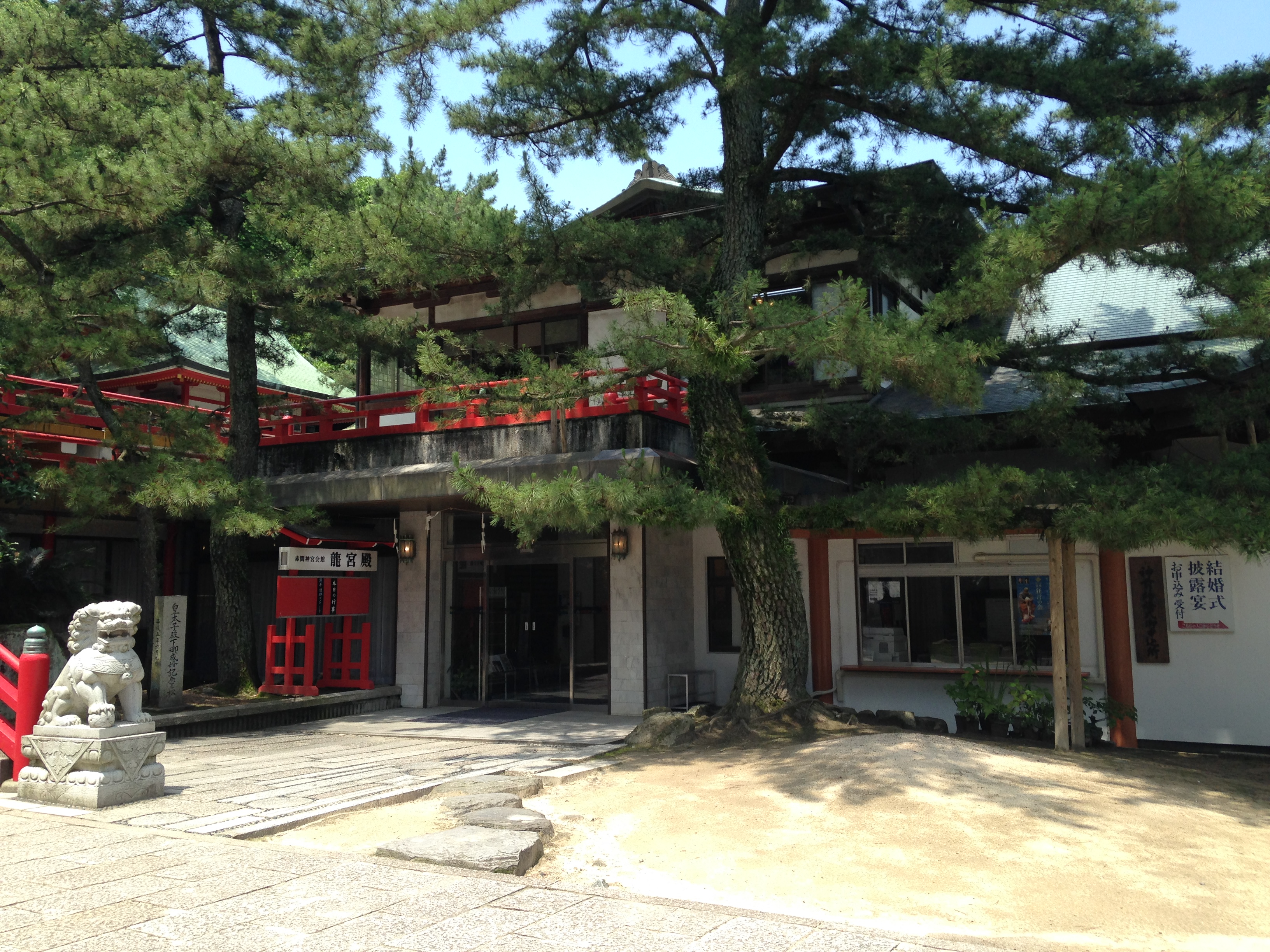
용궁전
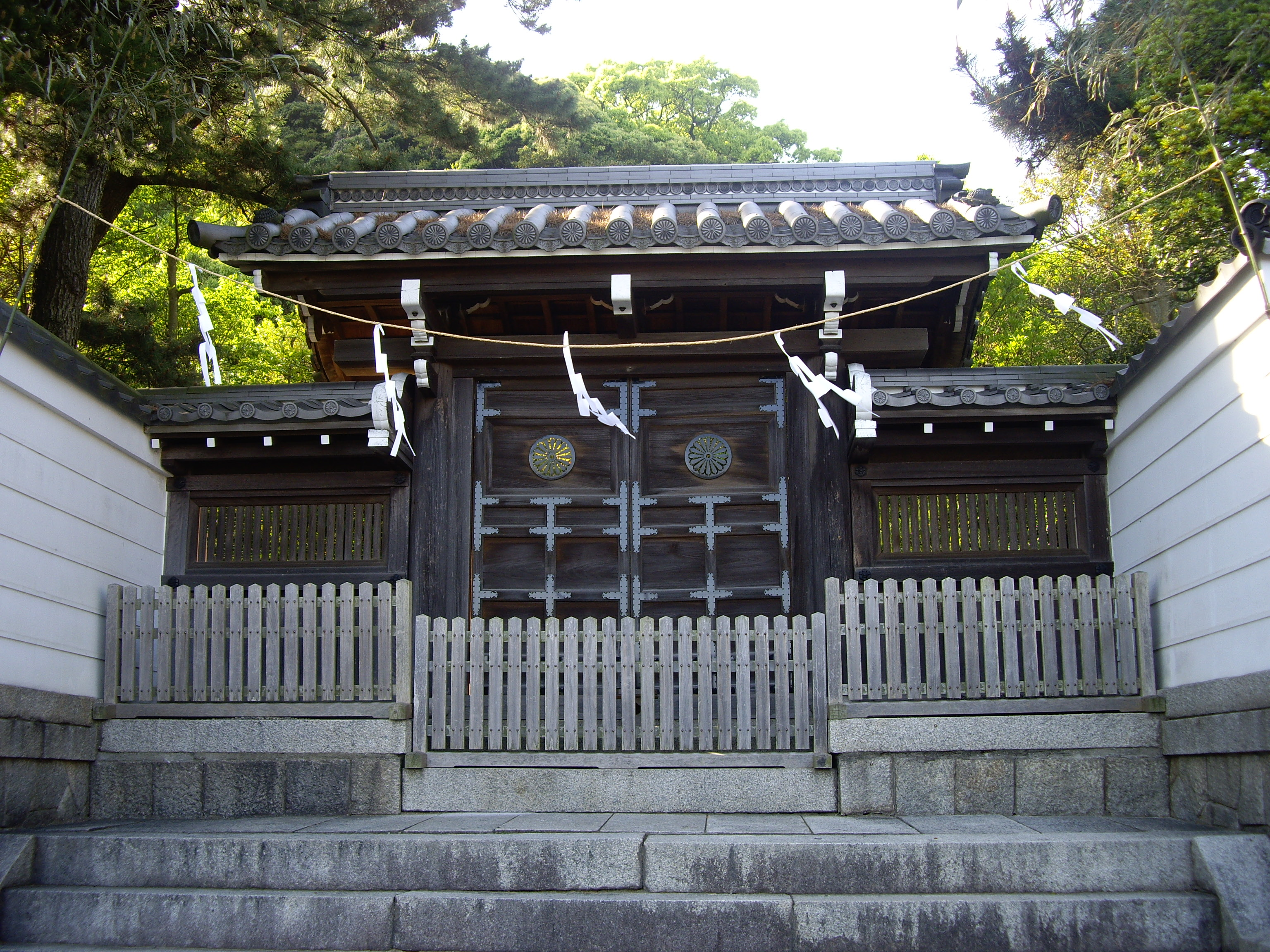
아미다지능

## 같이 보기
- 신궁 (신토)